# Nesospiza
Nesospiza är ett släkte i familjen tangaror inom ordningen tättingar. Släktet omfattar här tre arter som enbart förekommer i ögruppen Tristan da Cunha i södra Atlanten:
- Inaccessibletangara (N. acunhae)
- Smalnäbbad nightingaletangara (N. questi)
- Tjocknäbbad nightingaletangara (N. wilkinsi)